# Cot Gle Bateekacang
Cot Gle Bateekacang är ett berg i Indonesien.   Det ligger i provinsen Aceh, i den västra delen av landet, 1 800 km nordväst om huvudstaden Jakarta. Toppen på Cot Gle Bateekacang är 596 meter över havet, eller 161 meter över den omgivande terrängen. Bredden vid basen är 1,8 km.
Terrängen runt Cot Gle Bateekacang är huvudsakligen kuperad.Runt Cot Gle Bateekacang är det ganska glesbefolkat, med 30 invånare per kvadratkilometer. I omgivningarna runt Cot Gle Bateekacang växer i huvudsak städsegrön lövskog.